# عثمان حدغ
عثمان بن عمر بن داود (حدغ) (بالصومالية: Cismaan Cumar Daawuud Xidig)‏ (1942 - 2024) عالم صومالي مسلم متصوف فقيه مفسر، ألف العديد من الكتب في العقيدة والفقه والتفسير.

## النشأة
ولد عام 1942 في منطفة تبعد عن مدينة عيل طير بمحافظة جلجدود قرابة 300 كم، لأسرة متدينة، وتلقى العلم على يد عمه الشيخ عبد الله شيخ داود علسو، وأكمل حفظ القرآن الكريم في العاشرة من عمره، تتلمذ بعد ذلك على بعض أبرز علماء الصومال، ومنهم عمه القاضي الشيخ عبد الله بن الشيخ داود، والشيخ أبوبكر بن الشيخ محيي الدين، والفقيه الشيخ حسين محمد محمود عطا، والشيخ حسين بن الشيخ محمد الورشيخي وغيرهم، وارتحل إلى العاصمة الصومالية مقديشو عام 1960 ليواصل طلب العلم ودرس على يد كبار علماء الصوفية.

## جهوده الدعوية
بعد نبوغه في العلم بدأ الشيخ عثمان في تدريس العلوم الشرعية واللغوية في مسجد الزاهر بمدينة عيل طير، وتتلمذ على يديه العديد من طلبة العلم، كما أشرف على العديد من المراكز والزوايا في الصومال.

## مؤلفاته
ألّف ما يزيد على 20 كتابا في الفقه والعقيدة والتصوف وغيرها، ومنها:
- ديوان القصائد والمدائح النبوية.[11]
- إقناع المؤمنين بتبرك الصالحين.[12][13]
- التيجان المكلله في شرح  النصائح المرسله.[14]
- خلاصة النقول والأبحاث في تحرير مجموع الطلقات الثلاث.[15]
- المِنح الوهبيّة في ذم القبليّة والعصبيّة.[16]
- اللآلي السنيّة في مشروعية مولد خير البرية.[17][18]
- التبيين في أدلة التلقين.[19]
- أنيس الجليس في ترجمة السيد أحمد بن إدريس.[20]
- بغية الأريب في التوسل بأسماء الحبيب صلى الله عليه وسلم.[21]

## وفاته
توفي في 19 يوليو 2024 في العاصمة الصومالية مقديشو عن عمر ناهز الثانية والثمانين، وحضر جنازته خلق كثير.